# Lite
La lite, in diritto,  è la situazione nella quale due o più parti non riescono a raggiungere un accordo per la reciproca soddisfazione delle rispettive pretese e per ottenerla intentano un'azione legale civile. 
I processualisti italiani invece definiscono il termine come un "conflitto di aspirazioni su un bene della vita" (Crisanto Mandrioli), ossia come la premessa sostanziale-soggettiva dell'azione giudiziaria.
In Italia, le parti possono prevenire o concludere una lite in maniera diretta attraverso una transazione (art. 1965 del Codice Civile) oppure chiedere la soluzione della lite a una terza parte mediante l'arbitrato, rituale ed irrituale (806 ss. c.p.c.).